# Temnora elisabethae
Temnora elisabethae là một loài bướm đêm thuộc họ Sphingidae. Loài này có ở forests từ Congo tới Uganda.
Chiều dài cánh trước khoảng 21–24 mm. Cánh, đầu và thân màu xám tối.